# KkStB Z
Die kkStB Z war eine Schmalspur-Tenderlokomotivreihe der k.k. Staatsbahnen Österreichs.

## Konstruktion
Das Triebwerk dieser Lokomotiven ist weitgehend gleich mit jenem der Reihe U. Allerdings ist der Kessel deutlich kleiner und der Entfall der Laufachse unter dem Führerhaus beeinflusste die Laufeigenschaften nicht positiv.

## Geschichte

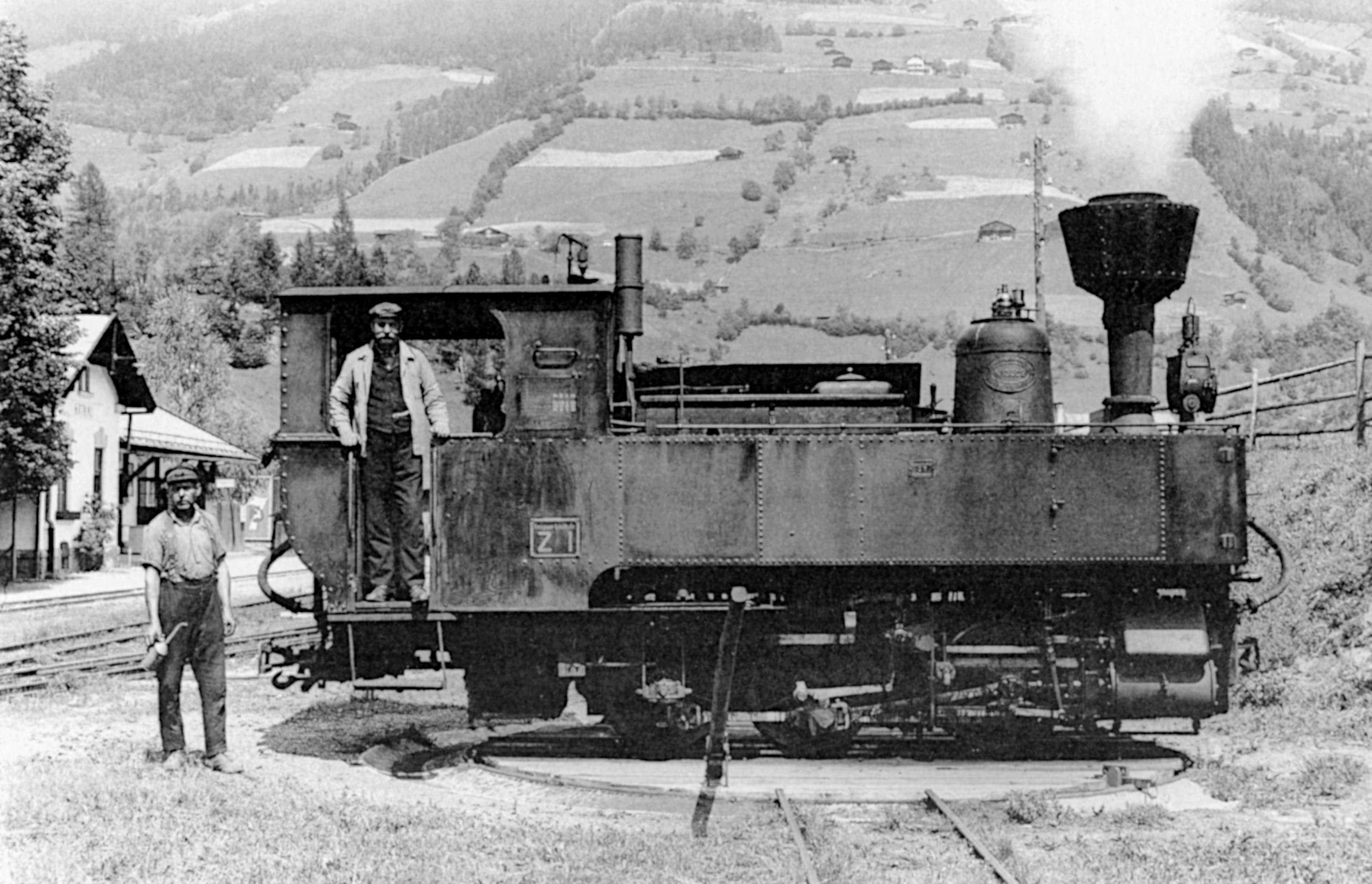
Z.1 auf der Drehscheibe in Krimml (1929)

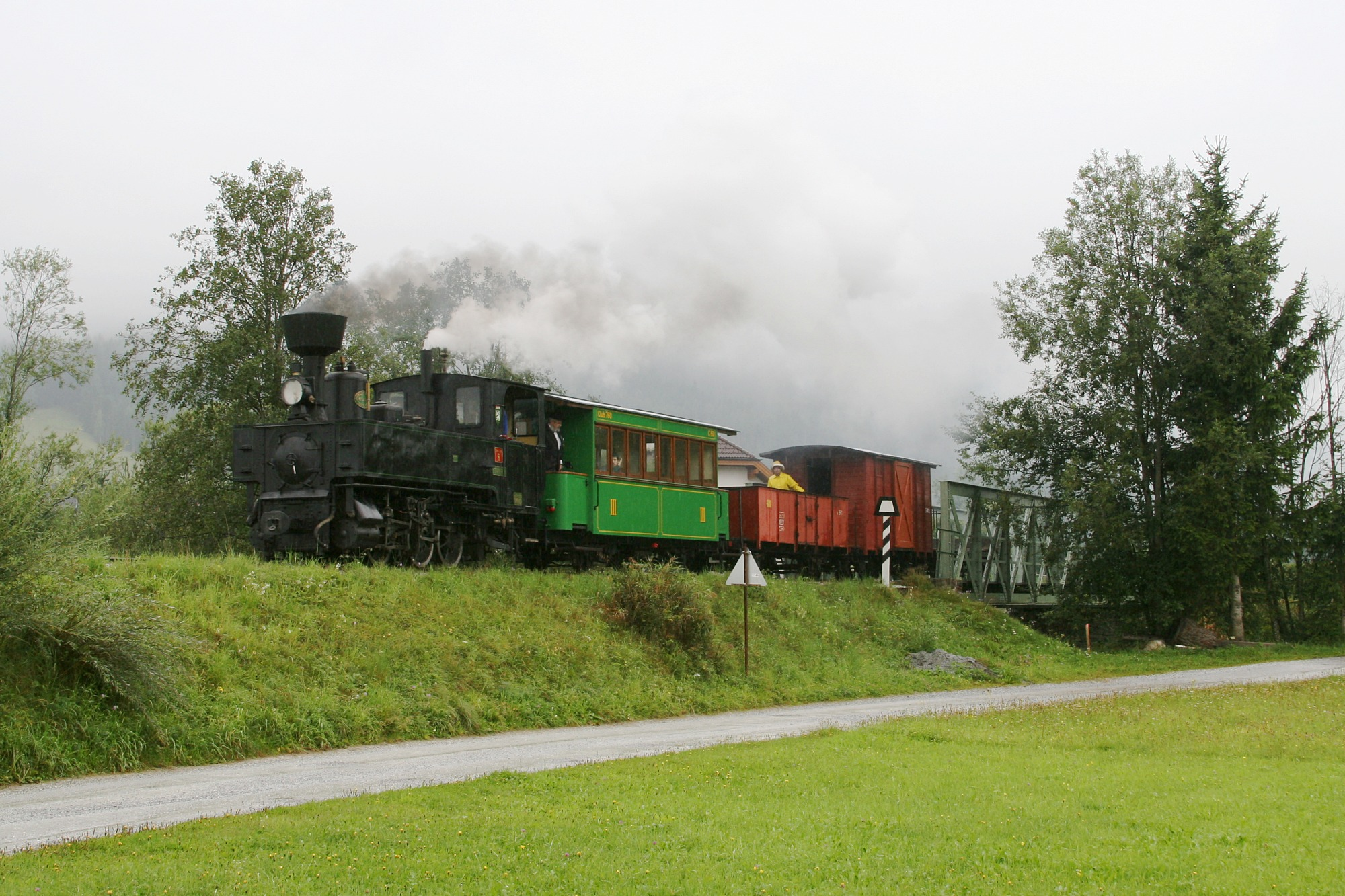
Lok 6 der StLB auf der Taurachbahn

### Pinzgauer Lokalbahn
Die Pinzgauer Lokalbahn beschaffte 1898 für den von den kkStB geführten Betrieb auf der Strecke Zell am See–Krimml vier Lokomotiven, deren Bezeichnung vom Anfangsbuchstaben des Ortes Zell am See herrühren. Obwohl die Maschinen ziemlich bald überfordert waren, konnten sie erst ab 1928 von den BBÖ durch Maschinen der Reihe U sowie der neuen und stärkeren Reihe Uh ersetzt werden.
Die Reihe Z wurde zwischen 1929 und 1939 ausgemustert, wobei ihnen die Deutsche Reichsbahn 1938 keine eigenen Nummern mehr gab.

### Steiermärkische Landesbahnen
Drei sehr ähnliche, jedoch nicht der Reihe Z zugerechnete Maschinen wurden bereits 1893 von den Steiermärkischen Landesbahnen für die Thörlerbahn beschafft, wo sie die Betriebsnummern 5–7 erhielten. Die Lokomotiven erhielten die Namen „AFLENZ“, „THÖRL“ und „HOCHSCHWAB“.
Die Lok 6 der StLB, fälschlicherweise fast immer als „Z.6“ bezeichnet, ist das einzige erhalten gebliebene Exemplar dieser Fahrzeugfamilie. Der Club 760 konnte sie als erste Dampflokomotive seiner Sammlung 1972 erwerben. Ab 1993 war sie an den Verein Thörlerbahn verliehen, dieser ließ sie von 1994 bis 1995 in Tschechien betriebsfähig aufarbeiten und sie kam anschließend auf der Strecke von Kapfenberg nach Seebach-Turnau vor den Nostalgiezügen zum Einsatz. Nach der Einstellung des Betriebs kam sie zur Taurachbahn und steht dort betriebsfähig zur Verfügung.